# Benefit
| 전문가 평가                       | 전문가 평가 |
| 평가 점수                         | 평가 점수   |
| 출처                              | 점수        |
| --------------------------------- | ----------- |
| AllMusic                          | [ 1 ]       |
| Christgau's Record Guide          | B−          |
| The Daily Vault                   | B+          |
| The Encyclopedia of Popular Music | [ 4 ]       |
| Record Collector                  | [ 5 ]       |

《Benefit》은 1970년 4월에 발매된 영국의 록 밴드 제쓰로 툴의 세 번째 스튜디오 음반이다. 이 음반은 피아니스트이자 오르간 연주자인 존 에번이 아직 이 그룹의 영구 멤버로 간주되지 않았지만 음반의 투어를 완료하자마자 밴드에서 해고된 베이시스트 글렌 코닉이 포함된 첫 번째 음반이었다. 이 음반은 밴드가 이전 음반인 《Stand Up》을 녹음했던 것과 동일한 스튜디오인 모건 스튜디오에서 녹음되었지만 더 발전된 녹음 기술을 실험했다.
프론트맨 이언 앤더슨은 광범위한 미국 투어의 압박과 음악 사업에 대한 좌절감으로 인해 《Benefit》이 《Stand Up》보다 훨씬 어두운 음반이라고 생각한다고 말했다.

## 제작
기타리스트 마틴 바레는 《Stand Up》의 성공으로 음악가들이 더 예술적인 관용을 가질 수 있게 되었기 때문에 《Benefit》은 이전 음반보다 훨씬 쉽게 만들 수 있었다고 말했다.
베이시스트 글렌 코닉은 밴드의 의도는 "마지막 한 곡이 다양한 노래를 연주하는 세션 음악가들의 그룹처럼 들린다고 느꼈습니다. 꽤 추웠습니다."라고 말하며, 더 "라이브"한 느낌을 담고자 한다고 말했다.

## 음악 스타일
이언 앤더슨은 《Benefit》이 크림, 지미 헨드릭스, 레드 제플린과 같은 아티스트들이 리프 지향적이 되어가는 해에 녹음된 "기타 리프" 음반이라고 말했다. 앤더슨은 《Benefit》이 "어둡고 삭막한 음반이며, 다소 괜찮은 곡들이 몇 곡 있지만, 《Stand Up》이 가지고 있는 폭, 다양성 또는 세부 사항을 가지고 있지 않다고 생각합니다. 그러나 그것은 밴드가 '밴드'로서 연주한다는 측면에서 진화한 것입니다." 전반적으로 앤더슨은 이 음반을 "그룹 진화의 자연스러운 부분"이라고 생각했다.

## 곡 목록
모든 곡들은 이언 앤더슨에 의해 작사/작곡하였다.
| #  | 제목                                    | 재생 시간 |
| -- | --------------------------------------- | --------- |
| 1. | 〈With You There to Help Me〉           | 6:20      |
| 2. | 〈Nothing to Say〉                      | 5:10      |
| 3. | 〈Alive and Well and Living In〉        | 2:47      |
| 4. | 〈Son〉                                 | 2:52      |
| 5. | 〈For Michael Collins, Jeffrey and Me〉 | 3:59      |

| #   | 제목                        | 재생 시간 |
| --- | --------------------------- | --------- |
| 6.  | 〈To Cry You a Song〉       | 6:09      |
| 7.  | 〈A Time for Everything?〉  | 2:43      |
| 8.  | 〈Inside〉                  | 3:40      |
| 9.  | 〈Play in Time〉            | 3:45      |
| 10. | 〈Sossity; You're a Woman〉 | 4:35      |

## 인증
| 국가                       | 인증 | 판매량/출하량 |
| -------------------------- | ---- | ------------- |
| 미국 (RIAA)                | 골드 | 500,000^      |
| ^출하량을 기반으로 한 인증 |      |               |